# Acleris bergmanniana
Acleris bergmanniana es una especie de polilla del género Acleris, tribu Tortricini, familia Tortricidae. Fue descrita científicamente por Linnaeus en 1758.
Se distribuye por Europa. El período de vuelo ocurre en los meses de junio y julio.

## Descripción
Posee una longitud de 7 milímetros y su envergadura es de 10-14 milímetros. Suele ser encontrada en jardines y setos.